# Luboš Fišer
Luboš Fišer (30. září 1935 Praha – 22. června 1999 Praha) byl český hudební skladatel. Byl významným autorem soudobé vážné hudby a vyhledávaným a oceňovaným autorem hudby k filmům a televizním inscenacím (přes 300 titulů).

## Doba studií a prvních úspěchů
Luboš Fišer se narodil 30. září 1935 v Praze a vyrůstal v rodinné vilce na Spořilově.
Vystudoval skladbu na konzervatoři pod vedením skladatele Emila Hlobila (1952–1956), kde své první skladby ještě komponoval pod vlivem svého učitele v neoklasicistním duchu meziválečné hudební avantgardy (např. 1. klavírní sonáta z roku 1955 nebo 1. symfonie s kterou absolvoval konzervatoř v roce 1956). Pod vedením Emila Hlobila si pak vzdělání doplnil studiem na hudební fakultě AMU (1956–1960), kde absolvoval svou 2. symfonií. V jeho skladatelském životě sehrála důležitou roli také Zuzana Růžičková, která ho rovněž učila. Po celý svůj život pak o ní mluvil vždy s obrovskou něhou a respektem. Již rok po dokončení studií se na veřejnosti úspěšně uvedl svou operní jednoaktovkou Lancelot.

## Soudobá vážná hudba

Inspirace pro tvorbu Luboše Fišera – Francisco Goya, jeho život a tvorba

Luboš Fišer napsal během svého tvůrčího životního období řadu mimořádných orchestrálních skladeb rozličného charakteru, věnoval se také vokální tvorbě a komorním skladbám. Častým inspiračním zdrojem se pro Luboše Fišera staly kulturní památky dávné minulosti – sumerské či chetitské texty (Nářek nad zkázou města Ur, Istanu). Fascinovala ho také středověká rytířská kultura (Lancelot, Písně pro slepého krále Jana Lucemburského), renesance (Róže, Per Vittoria Colonna), výtvarná díla významných malířů minulosti (např. Dürer, Goya, Leonardo da Vinci) a také oslava rozumu, kdy se mu inspirací stávají velcí myslitelé a dva póly lidské mysli – rozum a vášeň (Galileo Galilei, Albert Einstein). Pohled do minulosti byl pro Luboše Fišera konfrontací se stále aktuálními životními otázkami, které zůstávají neměnné po celou historii lidstva. Mimořádná působivost historií inspirovaných skladeb pak často plyne nejen z oslavně pojatého charakteru skladby, ale především z varovného vyznění díla, čímž je jeho tvorba stále aktuální. Luboš Fišer byl hudebně perfektně vzdělaný autor a cítil obrovský respekt ke starým hudebním mistrům. Úzký vztah měl ale také k hudbě novější a především k tvorbě Alexandra Skrjabina. Zásadním přelomem ve vývoji jeho tvorby jsou šedesátá léta, kdy se podobně jako řada jiných skladatelů seznamuje s kompozičními postupy tzv. Nové hudby a do svého hudebního jazyka integruje prvky aleatoriky a sonoristické možnosti témbrové hudby. K Fišerovým nejvýznamnějším skladbám, které byly Novou hudbou inspirovány, patří Patnáct listů podle Dürerovy Apokalypsy (1965), která získala první cenu na Mezinárodní skladatelské tribuně UNESCO v Paříži. K dalším význačným dílům pak patří Symfonická freska (1962–1963), Reliéf pro varhany (1964) nebo Caprichos pro komorní a smíšený sbor (1966). Pro Fišerovu hudbu je charakteristická výrazná kontrastnost dílčích úseků skladeb a tíhnutí k co nejstručnějšímu způsobu vyjádření. Typickým příkladem jsou jeho jednověté klavírní sonáty. Z dalších skladeb vyniká Double pro komorní orchestr (1969), Crux pro housle, tympány a zvony (1970), Dialog pro trubku a varhany (1996) nebo vokálně-instrumentální skladby Vánoční (1969), Nářek nad zkázou města Ur pro soprán a baryton sólo (1970), Ave imperator, morituri te salutant pro mužský sbor, violoncello, čtyři trombóny a bicí (1977). V 80. letech pak např. melodram Istanu, skladba Oslovení hudby, Sbohem, lásko (1988) a mnohé další. Pro hudební Salcburský festival napsal orchestrální serenádu a pro podobně laděné skladby byl často oslovován také z Německa. Řada jeho děl měla své premiéry právě v zahraničí – kromě již zmíněné orchestrální Serenády pro Salcburk to byla třeba skladba pro orchestr Labyrint, uvedená v Mnichově (1978) nebo melodram Istanu uvedený v New Yorku. Těchto zahraničních premiér se ale Luboš Fišer nemohl zúčastnit, jelikož měl ztíženou možnost vycestovat z tehdejšího komunistického Československa. Přesto byl Fišer veden v seznamech STB jako agent. Fišer se vždy snažil svou artificiální tvorbou dosáhnout kontaktu s širším okruhem posluchačů, a to i navzdory modernosti a výrazové oproštěnosti své hudby. On sám vnímal hudbu jako „ekologii duše sui generis“, a tak také k hudbě po celý život přistupoval. V rámci jeho hudební generace je pozice Luboše Fišera některými muzikology (např. Jaroslav Smolka) vnímána tak, že je nejstředovější mezi novátory, ale nejblíž za dělicí čarou, která jeho tvorbu odlišuje od tradicionalistů. V 90. letech založil spolu s duchovně spřízněnými autory Sylvií Bodorovou, Otmarem Máchou a Zdeňkem Lukášem skladatelskou skupinu Quattro.

## Filmová hudba
Luboš Fišer byl vyhledávaným a uznávaným autorem hudby k celovečerním filmům, animovaným filmům, k televizním inscenacím i seriálům. Spolu se Zdeňkem Liškou patřil k nejplodnějším autorům české filmové hudby a své působivé skladby zkomponoval k více než třem stům titulů. Byl nejen autorem schopným hudbou vždy dokonale vystihnout atmosféru daného díla, ale režiséři si ho považovali také pro jeho velkou pracovitost, spolehlivost, zodpovědnost a profesionalitu, se kterými přistupoval nejen k velkému uměleckému filmovému dílu, ale třeba i k seriálu pro děti.
Luboš Fišer spolupracoval již od počátku šedesátých let s malými divadly – s Divadlem Na zábradlí nebo Rokokem – a k celovečernímu hranému filmu se dostal poprvé roku 1963, kdy získal zakázku na hudbu pro film Okurkový hrdina. Hned u tohoto prvního filmu zaujala Fišerova hudba kritiku natolik, že film byl označen za hudební, přestože tak původně vůbec zamýšlen nebyl. V následujících pěti letech složil Fišer hudbu k dalším devíti filmům, z nichž za zmínku stojí dva – Dita Saxová (1967) a Juráčkův Případ pro začínajícího kata (1969, do kin uveden 1970). U filmu Dita Saxová Fišer projevil svou schopnost vcítit se do nálady židovského prostředí a využil tu také svou zálibu ve specifické atmosféře synagogální hudby. K tématu židovství a k židovské hudbě se během své tvorby vrací Fišer ještě několikrát (poprvé tak učiní již dva roky před Ditou Saxovou, v roce 1965 v televizním filmu Modlitba pro Kateřinu Horovitzovou a později, v roce 1995, ve filmu Golet v údolí). V Případu pro začínajícího kata mimořádným způsobem využil sugestivních vokálních hlasů dětského a smíšeného sboru, což si už dříve vyzkoušel ve své koncertní skladbě Caprichos.
Žánrová všestrannost tvorby Luboše Fišera ho předurčila k tomu, aby se stal jedním z nejvytíženějších českých skladatelů druhé poloviny 20. století. Kromě své mimořádně bohaté koncertní tvorby se v letech 1970–1995 podílel na vzniku 45 celovečerních filmů. Díky své obrovské hudební kreativitě byl schopen dokonale vystihnout atmosféru jakéhokoliv filmového žánru – černé surrealistické hříčky Valérie a týden divů (1970), dramatu Petrolejové lampy, Babička (oba 1971), Morgiana (1972), Zlatí úhoři (1979), Smrt krásných srnců (1986), filmu z nemocničního prostředí Pozor, vizita! (1981), Sestřičky (1983), nostalgické romance Lásky mezi kapkami deště (1979), frašky Slaměný klobouk (1971) nebo parodické komedie Adéla ještě nevečeřela (1977), Tajemství hradu v Karpatech (1981).

## Tvorba pro televizi

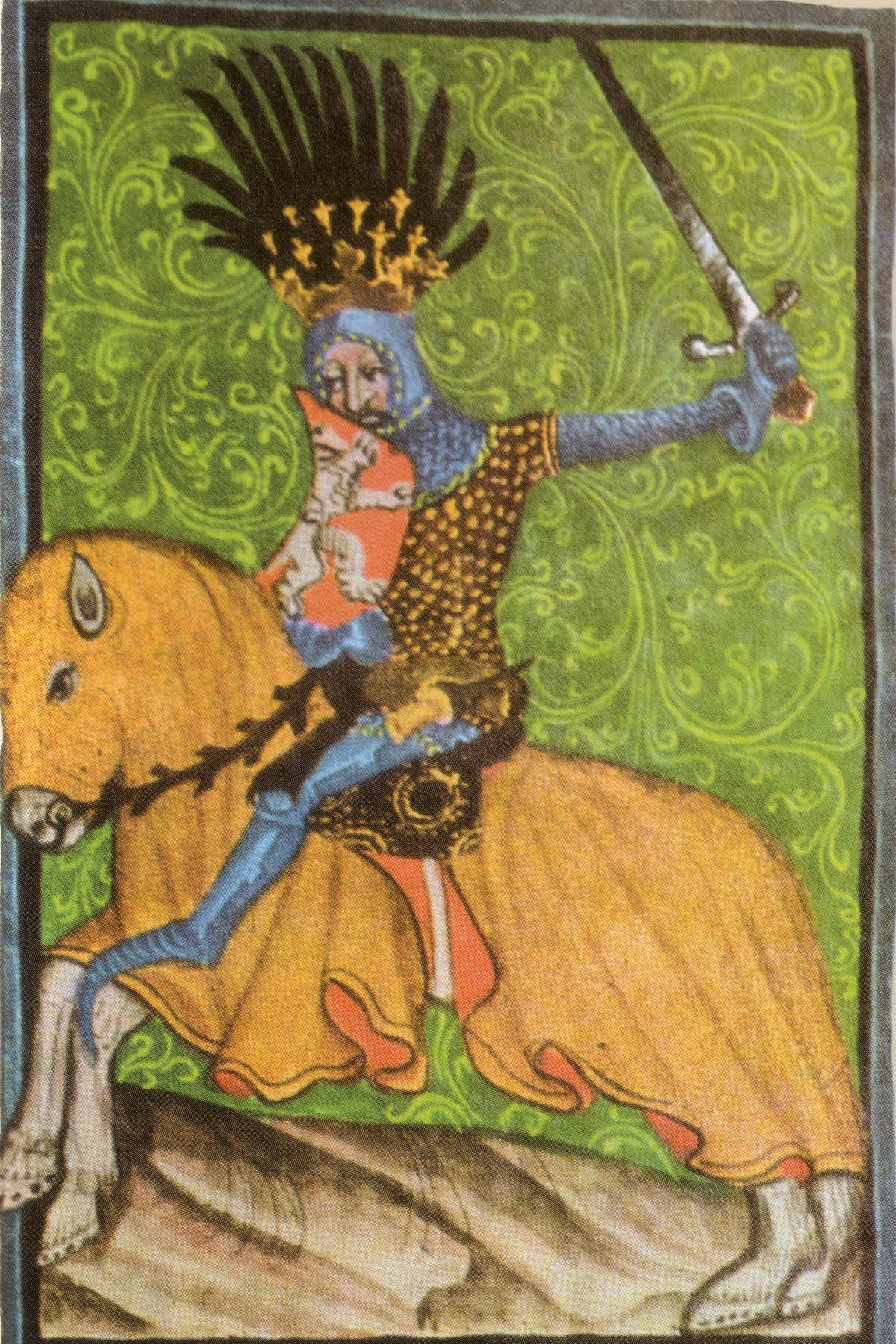
Inspirace pro tvorbu Luboše Fišera - Jan Lucemburský a jeho život

Luboš Fišer často komponoval hudbu také pro televizní inscenace a seriály. V roce 1965 složil hudbu k Moskalykově televiznímu filmu Modlitba pro Kateřinu Horowitzovou, za kterou získal na florentském televizním festivalu Prix Italia Cenu v soutěži o nejlepší hudební dílo pro film a televizi. Úspěšná byla také Fišerova televizní opera Věčný Faust (režie Jaromil Jireš), která získala 1. místo na Mezinárodní soutěži televizních oper v Salcburku. Velmi zdařilé byly rovněž jeho kompozice k televizním snímkům Úzkost (1966) a Hoře z rozumu (1966). Z televizní tvorby, na níž se Luboš Fišer svou hudbou podílel, jsou samozřejmě divácky oblíbenější a známější především seriály – komediální seriál Chalupáři, dramatický seriál z období protektorátu Vlak dětství a naděje (1985) a především pak Arabela (1979) a animovaný seriál Mach a Šebestová.

## Hudba k animovaným filmům
K animovaným filmům přivedl Luboše Fišera režisér Pavel Hobl v roce 1966. Prvním významnějším animovaným snímkem ve Fišerově filmografii byl krátký loutkový film Strážce majáku (režie I. Renč, 1968) a animované Město ve smutku (režie I. Renč, 1968). Zatímco v oblasti hraného filmu spolupracoval Luboš Fišer nejčastěji s režisérem Antonínem Moskalykem, Karlem Kachyňou nebo s Oldřichem Lipským, tak v oblasti animovaného filmu to byl zpočátku právě I. Renč a později především dokonale sehraná trojice Miloš Macourek, Adolf Born a Jaroslav Doubrava, kdy se hudebně podílel na několika krátkých animovaných filmech – např. Ze života ptáků (1973) nebo Hugo a Bobo (1975) a následně i seriálech pro televizi – Mach a Šebestová a Žofka a spol.. Koncem 60. let složil pro režiséra Václava Bedřicha hudbu k sérii sedmi zdařilých animovaných parodií na šestákové horory (Smrtící vůně, Pokažená svatba, Poklad v Pyramidě, Potopená ponorka, Uloupený obraz ad.). V 70. letech zkomponoval hudbu k další sérii, tentokrát třinácti loutkových filmů z let 1976–1983, jejichž duchovním otcem byl Stanislav Látal – série se jmenovala O Krakonošovi a první díl Krakonoš a švec vznikl v roce 1976. Luboš Fišer složil hudbu k desítkám dalších animovaných projektů pro celou řadu režisérů – např. i pro Zdeňka Milera k jeho Romanci Helgolandské podle Jana Nerudy (1977). Posledním animovaným projektem na němž Luboš Fišer před svou smrtí pracoval byla série Mach a Šebestová na prázdninách (1999).

## Ocenění tvorby Luboše Fišera
Již v době studií, v roce 1955, dosáhl Luboš Fišer významného domácího skladatelského úspěchu 2. cenou za první klavírní sonátu ve Velké jubilejní soutěži. Za televizní film Modlitba pro Kateřinu Horowitzovou (1965) získal na florentském televizním festivalu Prix Italia Cenu v soutěži o nejlepší hudební dílo pro film a televizi. O dva roky později získal v Paříži první místo na mezinárodní skladatelské tribuně UNESCO za skladbu Patnáct listů podle Dürerovy Apokalypsy a za televizní operu Věčný Faust (1986) byl oceněn 1. místem na Mezinárodní soutěži televizních oper v Salcburku („Fernsehpreis der Stadt Salzburg“, 1986). Fišerova hudba k filmu Petra Weigla Bludiště moci získala v roce 1979 cenu Premio Italia, hudba k filmu Karla Kachyni Zlatí úhoři získala o rok později cenu Prix Italia. Za hudební kompozice pro film byl Luboš Fišer rovněž dvakrát oceněn cenou Český lev, a to za Golet v údolí (1994) a Krále Ubu (1996).

## Hudba jako ekologie duše
Luboš Fišer vnímal hudbu jako „ekologii duše sui generis“, a tak také k hudbě přistupoval. Hudba hrála v jeho životě klíčovou roli. Většinu svého času a svých sil věnoval právě hudbě, ale miloval i vše, co patří k životu – byl znalcem a milovníkem dobrého vína, rád a dobře vařil a sbíral recepty, především z čínské kuchyně. Miloval také přírodu a trávil nemálo času na své chalupě u České Lípy, kde intenzivně pracoval a u hořícího krbu tu vytvořil většinu svých skladeb. Citový vztah měl také k jižní Moravě, odkud pocházeli jeho předkové. Tak jako jeho hudba, byl i Luboš Fišer člověkem hlubokého citového prožitku. Okolím byl někdy vnímán jako člověk silný a neochvějný, ale lidé, kteří ho poznali blíže, věděli, že je velmi uzavřený, citlivý a zranitelný. Tento jeho mimořádný smysl pro určitou nostalgii, zvláštní smutek a vcítění se zřetelně projevuje v jeho tvorbě, stejně jako neobyčejný rozptyl nálad – dokázal mistrně napsat jak skladby hravé a humorné, tak i silně dramatické či dojímavé. Charakteristická je v jeho hudbě rovněž oscilace mezi dvěma protilehlými póly – mezi dramatem a něhou, rozumem a vášní, hravostí a smutkem. Jeho skladby často působí jako emocionálně laděné kompozice a přitom to jsou technicky vytříbené drahokamy, napsané v dokonalém a promyšleném systému osobitou hudební řečí. Téma zůstává – tím tématem je člověk. Člověk se všemi svými slabostmi, radostmi i smutky, člověk toužící po svobodě, člověk trpící i s nadějí hledící do budoucnosti.

## Poslední léta života
V posledních letech svého života měl Luboš Fišer zdravotní potíže, ale navzdory tomu dál intenzivně pracoval a věnoval se naplno komponování. Tehdy byl již potřetí ženatý (se svou druhou manželkou měl syna, kterého velice miloval a určité odcizení po rozvodu s jeho matkou nesl po zbytek života hodně těžce). Luboš Fišer zemřel náhle 22. 6. 1999 ve věku 63 let a jelikož jeho tehdejší manželka byla již delší dobu vážně nemocná, dozvěděli se i nejbližší přátelé o jeho smrti až z médií. Pohřební obřad se nekonal. Odešel tak významný český hudební skladatel 20. století.

## Výběr z tvorby

### Orchestrální skladby
- Symfonická freska (1963)
- Patnáct listů podle Dürerovy Apokalypsy (1965)
- Double pro orchestr (1969)
- Report pro dechový symfonický orchestr (1971)
- Lament pro komorní orchestr (1971)
- Labyrinth, skladba pro orchestr (1977)
- Serenády pro Salzburg pro komorní orchestr (1979)
- Meridián, skladba pro orchestr (1980)
- Sonáta pro orchestr (1998)

### Koncertní skladby
- Komorní koncert pro klavír a orchestr (pův. verze pro dechový orch. 1964, 1970) ´
- Concerto per Galileo Galilei pro smyčce (1974)
- Albert Einstein – portrét pro varhany a orchestr (1979)
- Komorní koncert pro klavír a orchestr (pův. verze pro dechový orch. 1964, 1970)
- Koncert pro klavír a orchestr (1979)
- Romance pro housle a orchestr (1980) ´
- Koncert pro dva klavíry a orchestr (1983)
- Sonáta pro Leonarda pro kytaru sólo a smyčcový orchestr (1994)
- Pastorale per Giuseppe Tartini pro kytaru sólo a smyčcový orchestr (1995)
- Koncert pro housle a orchestr (1998)

### Komorní skladby
- „Ruce“, sonáta pro housle a klavír (1961)
- Crux, skladba pro housle sólo, tympány a zvony (1970)
- Sonáta pro violoncello a klavír (1975)
- Variace na neznámé téma pro smyčcový kvartet (1976)
- Trio pro housle, violoncello a klavír (1978)
- Sonáta pro dvě violoncella a klavír (1979)
- Testis pro smyčcové kvarteto (1979)
- Romance pro housle a klavír (1980)
- Smyčcový kvartet (1983–4)
- Impromptu pro klarinet a klavír (1986)
- Hommage a Edgar Allan Poe pro flétnu a 4 hráče na bicí (z podnětu povídky Maska červené smrti) (1989),
- Sonáta pro violu a smyčcové kvarteto (1991)
- Dialog pro trubku a varhany (1996)
- Amoroso pro housle a klavír

### Skladby pro sólové nástroje
- I. sonáta pro klavír (1955)
- III. sonáta pro klavír (1960)
- Reliéf pro varhany (1964)
- IV. sonáta pro klavír (1962–4)
- V. sonáta pro klavír (1974)
- VI. sonáta pro klavír „Fras“ (1978)
- Sonáta pro sólové housle (1981)
- Sonáta pro sólové violoncello (1986)
- VII. sonáta pro klavír (1987)
- Sny a valčíky pro klavír (1993)
- VIII. sonáta pro klavír (1996)

### Vokálně instrumentální tvorba
- Requiem pro soprán, baryton, dva smíšené sbory a orchestr (1968)
- Vánoční koledy pro sóla, smíšený sbor a orchestr (1969)
- Nářek nad zkázou města Ur pro soprán a baryton sólo, tři recitátory, dětský, smíšený a recitační sbor, tympány a zvony (1970) o
- Ave imperator, morituri te salutant pro mužský sbor, violoncello sólo, čtyři trombóny a bicí (1977)
- Per Vittoria Colonna pro ženský sbor a violoncello sólo na slova Michelangela Buonarroti (1979)
- Znamení pro sóla, sbor a orchestr na slova Otakara Březiny (1981–2)
- Sonáta pro klavír, smíšený sbor a orchestr (1981)
- Sbohem, lásko pro soprán, klavír a smyčcové kvarteto (1988)

### Písňová a sborová tvorba
- Caprichos pro komorní a smíšený sbor (1966)
- Písně pro slepého krále Jana Lucemburského pro smíšený sbor (1975)
- Róže pro smíšený sbor (1977)
- Má lásko. Fragmenty pro tenor a klavír na slova Vladimíra Šefla (1980)
- Fašank pro dětský sbor a klavír na texty moravské lidové poezie (1982)
- Zapomenuté písně pro mezzosoprán, altovou flétnu, violu a klavír na texty lidové poezie Romů (1985)
- Oh cara, addio. Árie pro soprán a smyčcové kvarteto (1987)

### Melodramatická tvorba
- Istanu pro recitátora, altovou flétnu a čtyři hráče na bicí na texty starověkých Chetitů (1980)
- Oslovení hudby pro recitátora, smyčcové kvarteto a klavír na slova Jiřího Pilky (1982)

### Operní tvorba
- Lancelot. Komorní opera na text Evy Bezděkové (1959–60)
- Věčný Faust. Televizní opera na text E. Bezděkové a J. Jireše (1983–5)

### Filmy
- 1965 Délka polibku devadesát
- 1965 Ztracená tvář
- 1967 Dita Saxová
- 1967 Země sv. Patricka (dokumentární film)
- 1969 Případ pro začínajícího kata
- 1969 Flirt se slečnou Stříbrnou
- 1970 Valerie a týden divů
- 1970 Na kometě
- 1970 Na kolejích čeká vrah
- 1970 Hlídač
- 1970 Nahota
- 1971 Petrolejové lampy
- 1971 Slaměný klobouk
- 1971 My tři a pes z Pětipes
- 1972 Dvě věci pro život
- 1972 ...a pozdravuji vlaštovky
- 1972 Tie malé výlety
- 1972 Morgiana
- 1972 Návraty
- 1973 Zlá noc
- 1974 Pozdní léto
- 1974 Lidé z metra
- 1976 Dobrý den, město
- 1976 Sarajevský atentát
- 1976 Ostrov stříbrných volavek
- 1977 Podivný výlet
- 1977 Adéla ještě nevečeřela
- 1978 Tajemství Ocelového města
- 1978 Hrozba
- 1979 Zlatí úhoři
- 1979 Lásky mezi kapkami deště
- 1980 Cukrová bouda
- 1981 Tajemství hradu v Karpatech
- 1981 Hadí jed
- 1981 Pozor, vizita!
- 1983 Sestřičky
- 1983 Fandy, ó Fandy
- 1986 Smrt krásných srnců
- 1991 Labyrint
- 1993 Černí baroni
- 1993 Helimadoe
- 1994 Golet v údolí
- 1996 Král Ubu

### Televize
- 1965 Muž, žena, Žoržík a klíč (TV inscenace)
- 1965 Modlitba pro Kateřinu Horovitzovou
- 1965 Konec velké epochy (TV inscenace)
- 1965 Horký vzduch
- 1966 Hoře z rozumu
- 1966 Úzkost
- 1967 Jak se zbavit Helenky
- 1968 Ohnice (TV hra)
- 1969 Aksál
- 1969 Vyloženě rodinná historie (TV inscenace)
- 1969 Bludiště moci
- 1969 Barometr (TV film)
- 1970 S Rozárkou
- 1970 Mata Hari
- 1970 Julián odpadlík (TV inscenace)
- 1970 Dlouhá bílá nit (TV film)
- 1971 Babička (TV film)
- 1971 Klícka (TV filmová komedie)
- 1971 Kráska a zvíře (TV inscenace pohádky)
- 1971 Otcové a děti (TV film)
- 1971 Taková normální rodinka (TV seriál)
- 1971 V tieni vlkov (seriál)
- 1972 Dotek motýla
- 1973 Čekání (TV film)
- 1974 Břetislav a Jitka (TV film)
- 1974 Klasické příznaky (TV skeč)
- 1974 Pozdní léto (TV film)
- 1975 Chalupáři (TV seriál)
- 1977 Jak zničit vlastní mužstvo
- 1979 Arabela (TV seriál)
- 1981 Počítání oveček
- 1985 Vlak dětství a naděje (TV seriál)
- 1985 Věčný Faust
- 1985 Duhová kulička
- 2003 Chlípník

### Animované filmy
- 1968 Strážce majáku
- 1968 Krtek a tranzistor
- 1969 Smrtící vůně
- 1969 O starém psu Bodříkovi
- 1973 Ze života ptáků
- 1973 Poklad v pyramidě
- 1975 Hugo a Bobo
- 1976 Krakonoš a švec
- 1976 Mach a Šebestová (Večerníček 1976–1983), hudba i píseň „My jsme žáci 3. B“
- 1978 Kačička Modropierko
- 1979 O Maryšce a vlčím hrádku
- 1987 Žofka a spol. (Večerníček)

### Televizní dokumenty
- Oslovení hudby, TV dokument z roku 1990, režie P. Ruttner.